# Polígon màgic
Un polígon màgic, també anomenat polígon de perímetre màgic, és un polígon amb uns nombres enters en els seus costats i que les seves sumes donen com a resultat una constant màgica. Això passa quan totes les sumes dels nombres enters positius (d'1 a N) d'un polígon de k-costats dona la mateixa constant.
Els polígons màgics són la generalització d'altres formes màgiques com els triangles màgics.

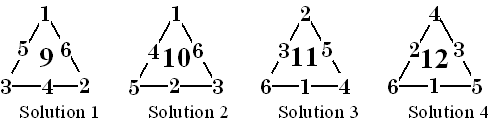
Triangles màgics, un tipus de polígon màgic.